# 머신 비전
머신 비전(Machine vision, MV)은 일반적으로 업계에서 자동 검사, 프로세스 제어, 로봇 안내와 같은 응용 분야에 대해 이미징 기반 자동화 검사 및 분석을 제공하는 데 사용되는 기술 및 방법이다. 머신 비전은 다양한 기술, 소프트웨어 및 하드웨어 제품, 통합 시스템, 동작, 방법 및 전문 지식을 의미한다. 시스템 공학 분야인 머신 비전은 컴퓨터 과학의 한 형태인 컴퓨터 비전과 구별되는 것으로 간주될 수 있다. 기존 기술을 새로운 방식으로 통합하고 이를 적용하여 실제 문제를 해결하려고 시도한다. 이 용어는 산업 자동화 환경에서 이러한 기능에 대해 널리 사용되는 용어이지만 다른 환경 차량 안내에서도 이러한 기능에 사용된다.
전반적인 머신 비전 프로세스에는 요구 사항 및 프로젝트의 세부 사항을 계획하고 솔루션을 만드는 것이 포함된다. 런타임 동안 프로세스는 이미징으로 시작하여 이미지 자동 분석 및 필요한 정보 추출이 이어진다.

## 같이 보기
- 비전 처리 장치